# 2007年の野球
2007年の野球（2007ねんのやきゅう）では、2007年の野球における動向をまとめる。

## できごと

### 1月
- 1月10日 - 【高校】高野連は、6日に放送されたバラエティ番組で男性タレント3人が前年の選手権大会で優勝した早稲田実業の宿舎において度を過ぎた番組構成があり、教育の一環として行われる高校野球の趣旨を損なうとして、番組を放送したフジテレビに抗議する意向を示した。また、この収録に協力した宿舎を、東京都代表の指定宿舎から外すことを決定した。
- 1月11日 - 平成19年度の日本野球殿堂表彰者が決定。競技者表彰では元阪急の梶本隆夫、特別表彰では法大等アマチュア野球監督を歴任した松永怜一が選ばれた。
- 1月25日 - 【五輪】全日本野球会議が都内で開かれ、2008年の北京オリンピック野球日本代表の監督に、星野仙一・阪神オーナー付シニアディレクターを選出、星野もこれを受諾した。
- 1月26日 - 【高校】3月23日から阪神甲子園球場で開かれる第79回選抜高等学校野球大会の出場32校が高野連から発表された。初出場は旭川南（北海道）、聖光学院（福島）、千葉経大附（千葉）、創造学園大附（長野）、市川（兵庫）、室戸（高知）、大牟田（福岡）、小城（佐賀）、都留（山梨／21世紀枠）、都城泉ヶ丘（宮崎／21世紀枠）、大垣日大（岐阜／希望枠）の9校。最多出場は広陵（広島）の21回目（3年ぶり）、最長連続出場は関西の3年連続（9回目）、最長ブランク出場は県和歌山商の70年ぶり（3回目）。
- 1月29日 - 野球規則委員会がコミッショナー事務局にて開かれ、公認野球規則の2007年改正が発表された。全部で33箇所の改正が行われ、昨年の2箇所に比べ大幅な改正が行われることとなった。

### 3月
- 3月2日 - 国際野球連盟（IBAF）の臨時総会が北京で行われ、昨年逝去したアルド・ノタリ前会長に続く新会長選挙を行い、ハービー・シラー（アメリカ）を選出した。任期は2009年までの2年間。
- 3月9日 - 【社会人】第62回JABA東京スポニチ大会はこの日最終日を迎え、準決勝2試合と決勝戦が行われた。決勝戦はJR九州がHonda鈴鹿を9－0で降して初優勝。今年から日本選手権改革の一環として設けられた、日本野球連盟の指定する大会で優勝したチームに与えられる社会人野球日本選手権大会の出場権を手にした。11月15日に開幕する第34回大会の出場決定一番乗りとなった。
- 3月10日 - 【社会人・NPB】東京ガス硬式野球部が記者会見し、西武から木村雄太投手に金銭が渡されていた事実を認めた。今後、日本野球連盟に説明を行い、その処分に従うとしている。
- 3月15日 - 【大学・NPB】早稲田大学野球部が記者会見し、西武から現金を受け取っていた清水勝仁選手も同席、経緯の説明を行なった。野球部は清水選手を退部処分とし、早大は学生としての処遇を19日にも決定する見通し。
- 3月19日 - 【社会人】日本野球連盟が、西武から現金を受け取っていた東京ガスの木村雄太投手に対して、1年間の謹慎処分を科した。また、事実の把握をしていながら連盟への報告を怠っていたとして、東京ガスに対して今年の都市対抗野球大会予選までの対外試合禁止処分を科した。
- 3月23日
  - 【高校】第79回選抜高等学校野球大会が阪神甲子園球場で開幕。西武の裏金問題に関して、高野連の脇村春夫会長は開会式の挨拶で「遺憾な問題」との言及を行った。
  - 【高校】西武の裏金問題に関連して、専大北上高（岩手）は、早大・清水勝仁元野球部員を指導していた当時の野球部コーチ・高橋利男教諭を懲戒免職処分にしたと発表。また早稲田大学は清水元部員に対し、4月1日から1ヶ月間の停学処分、野球部の川口浩部長と應武篤良監督には厳重注意とする処分を決定し、再発防止策と指導体制の改善を勧告した。

### 4月
- 4月3日 - 【高校】第79回選抜高等学校野球大会最終日が阪神甲子園球場で行われ、常葉菊川（静岡）が大垣日大（岐阜）を6－5で降し、初優勝を果たした。静岡県勢の優勝は浜松商が優勝した1978年（第50回）以来29年ぶり。
- 4月12日 - 【高校】専修大学北上高等学校野球部が、日本学生野球憲章に違反する学費免除などの制度で部員を入部させていたことが明らかになった。
- 4月14日
  - 【大学】東京六大学野球連盟春のリーグ戦が開幕。早大が開幕戦の東大戦で昨年の夏の甲子園優勝投手の斎藤佑樹投手を先発させた。連盟事務局調べでは、1年生が春季リーグ開幕戦で先発するのは史上6度目で、1930年の東京帝大（現東大）・高橋一投手以来77年ぶり。試合は8－0で早大が勝利し、斎藤が大学1勝目を挙げた。
  - 【大学】関西学生野球連盟の近大対同大第1回戦で、近大の巽真悟投手（3年）がノーヒットノーランを達成。同リーグでのノーヒットノーランは昨秋リーグで大隣憲司投手（当時近大4年）が対立命大戦で達成して以来、史上25人目。
- 4月16日 - 【高校】専大北上高（岩手）が、野球部の解散を発表した。同校野球部では、早大の清水勝仁元野球部員が在籍していたときに、プロ野球・西武の直接指導を受けていたほか、日本学生野球憲章に反する、特定の生徒に学費を減免する措置を取っていた（3月23日のできごと参照）。
- 4月18日 - 【大学】関西学生野球連盟・関学大の坂戸圭介投手（3年）が対京大戦でノーヒットノーランを達成。同リーグでは14日に近大の巽真悟投手がノーヒットノーランを記録したばかり。
- 4月20日 - 【高校】日本高野連は臨時理事会を開き、一連の裏金問題に関連し、特待制度の根絶を目指すために加盟4200校に対して5月2日までに特待制度の有無とその適用を受けた部員の学年別人数を申告させ、公表することを決めた。特待制度を設けていた場合、5月31日までを解消期間と設定し、学校は制度の適用を受けている部員の保護者からの解約同意書の写しを高野連に提出することが義務付けられる。この手続き中、チームは対外試合を行うことができるが、特待制度の適用を受けている部員は学校長の指導として参加を差し止める。また、野球部長の交代をしなければならない。この措置が取られた場合に限り、今年の夏の甲子園の予選に出場することができる。
- 4月27日 - 【学生・NPB】日本学生野球協会はこの日開かれた月例審査室で、部員が西武のコーチから直接指導を受けていた専大北上（岩手）の当時のコーチ（3月20日に懲戒解雇）と監督を無期の謹慎処分、プロ球団と接触を持っていた歴代の部長2人を3月22日から1年間、現野球部長を4月12日から1年間の謹慎処分、野球部に対しては「当分の間」対外試合を禁止する処分を科した。また、東京ガス・木村雄太投手が在籍していた明桜（秋田。旧秋田経法大附高）については、学校側の関与が認められないとして、野球部と当時の部長を警告処分とした。その他この日は、これら以外にも高校18件、大学2件の不祥事について処分を決定した。
- 4月28日 - 【独立】国内で現在活動している独立リーグとしては四国アイランドリーグに次ぐ2つめのリーグである北信越ベースボールチャレンジリーグが初シーズンの開幕を迎えた。第1シーズンの開幕戦は長野オリンピックスタジアムで信濃グランセローズと石川ミリオンスターズが対戦し、3－3で引き分けた。また、三条市民球場では新潟アルビレックス・ベースボール・クラブと富山サンダーバーズが対戦し、富山が新潟を9－0で破り、リーグ初白星を挙げた。リーグは10月14日まで行われ、途中には四国アイランドリーグとの交流戦（非公式戦）も行われる予定。

### 5月
- 5月3日 - 【高校】日本高野連が2日に締め切った野球特待制度の報告結果を発表した。それによると、加盟4200校のうち野球特待制度を設けていたのは376校であり、約9％の加盟校に相当する。また、特待制度の適用を受けていた生徒は7971人にのぼった。都道府県別に見ると、高知県以外の46都道府県で日本学生野球憲章違反として申告があった。学校数の多いのは福岡県（27校）、愛知県（26校）、東京都（20校）がトップ3。また生徒数でみると福岡県（804人）、愛知県（514人）、山形県（390人）がトップ3となった。記者会見を行った日本高野連は、この結果を受けて特待生問題に関する協議会を全国各地区に設けることを発表。その一方で、特待制度を禁止する根拠となっている日本学生野球憲章第13条の見直しについては「行わない」とした。
- 5月7日
  - 【五輪】全日本野球会議が、第24回アジア野球選手権大会兼北京オリンピック野球競技アジア地区予選の第1次日本代表候補選手60人を発表。社会人、大学生からの候補選出はなく、すべてプロ選手からの選出となった。候補となったのは以下の60人。投手（29人）－ダルビッシュ有、武田久、八木智哉、MICHEAL（以上日本ハム）、西口文也、小野寺力、涌井秀章（以上西武）、馬原孝浩、新垣渚、和田毅、杉内俊哉（以上ソフトバンク）、薮田安彦、渡辺俊介、小林宏之（以上ロッテ）、田中将大、青山浩二（以上楽天）、川上憲伸、岡本真也、岩瀬仁紀（以上中日）、藤川球児（阪神）、林昌範、上原浩治、高橋尚成、内海哲也、金刃憲人（以上巨人）、黒田博樹、大竹寛（以上広島）、那須野巧、木塚敦志（以上横浜）。捕手（5人）－里崎智也（ロッテ）、谷繁元信（中日）、矢野燿大（阪神）、阿部慎之助（読売）、相川亮二（横浜）。内野手（15人）－中島裕之（西武）、松中信彦（ソフトバンク）、TSUYOSHI、今江敏晃（以上ロッテ）、北川博敏（オリックス）、荒木雅博、井端弘和（以上中日）、鳥谷敬、今岡誠（以上阪神）、宮本慎也（ヤクルト）、小笠原道大、二岡智宏（以上巨人）、梵英心、新井貴浩（以上広島）、村田修一（横浜）。外野手（11人）－稲葉篤紀（日本ハム）、和田一浩（西武）、多村仁、大村直之（以上ソフトバンク）、村松有人（オリックス）、礒部公一、鉄平（以上楽天）、福留孝介（中日）、青木宣親（ヤクルト）、谷佳知、高橋由伸（以上巨人）。
- 5月10日 - 【高校】日本高野連はいわゆる野球特待制度に関連し、特待制度を適用されていた生徒が、この打ち切りにより転校・退学を余儀なくされる場合に関する奨学金制度を、救済措置として認める方針を発表した。また、特待制度を設けていた学校に求めていた野球部長の交代についても、6月以降に再就任を可能とする方向転換を示した。
- 5月16日 - 【大学】首都大学野球連盟は、18日・19日に予定されていた帝京大対武蔵大の対戦（大田スタジアム）を延期すると発表。首都圏の大学等ではしかが流行しており、帝京大の野球部員10名余もはしか感染が確認されたため。
- 5月19日 - 【大学】関西学生野球連盟、関大の伊勢慎也投手（1年）が対京大戦でノーヒットノーランを達成。伊勢投手は3回目の登板で初勝利を大記録で飾った。同リーグでは4月14日、18日にノーヒットノーランが記録されており、1シーズン3回のノーヒットノーランは新リーグ結成（1982年春）以降初。また、京大は1シーズン2回ノーヒットノーランを達成されており、これもリーグ初の記録。
- 5月24日 - 【高校】日本高野連は、専大北上（岩手）の6月1日付け再加盟を認める方針を示した。同校は日本学生野球憲章第13条に反する野球特待制度を設置していたとして、4月16日に野球部の解散届を提出していた。高野連は、野球部再生に向けた特段の努力が感じられたためとしている。またこの日、特待制度を協議するための私学検討部会の第1回会合が開催された。

### 6月
- 6月3日 - 【大学】東京六大学野球連盟の最終節第2戦が神宮で行われ、早大が慶大を9－5で降し、2季連続39回目の優勝を飾った。これにより、第56回全日本大学野球選手権大会の出場26チームが出揃った。最多出場は東海大（首都大学野球連盟）の30回目。初出場は関西国際大（阪神大学野球連盟）、別府大（九州地区大学野球連盟）、中部学院大（中部地区大学野球連盟）の3校。大会は12日から17日まで神宮と東京ドームで開催される。
- 6月11日
  - 野球体育博物館は理事会を開き、日本野球殿堂入りの規定について改正することを決定。改正の対象となるのは競技者表彰であり、現在は選手・コーチ・監督問わずユニフォームを脱いでから5年経過しないと殿堂入り投票の対象とならなかったが、選手引退からすぐに指導者入りすると殿堂入りが遅れること、また選手としての功績と指導者としての功績が混在するとの意見を受けて、競技者表彰を「プレーヤー部門」「エキスパート部門」に分け、選手引退後5年経過すればプレーヤー部門での競技者表彰の対象とするもの。2008年の殿堂入り投票から適用される見通し。
- 6月12日 - 【社会人】第78回都市対抗野球大会の予選が各地で行われている中、神奈川地区で第1代表決定戦が行われ、川崎市・東芝が川崎市・三菱ふそう川崎を3－2のサヨナラゲームで降し、本大会出場一番乗りを決めた（5年連続30回目の出場）。順調に予選が消化されれば、7月8日に出場32チームが決定する予定。
- 6月17日 - 【大学】第56回全日本大学野球選手権大会の決勝戦が神宮で行われ、早大（東京六大学野球連盟）が東海大（首都大学野球連盟）を4－1で降して33年ぶり3回目の優勝を決めた。東京六大学野球連盟代表の優勝は1995年の第44回大会・法大以来12年ぶり21回目となり、東都大学野球連盟代表の優勝回数と並んだ。大会MVPは、早大の斎藤佑樹投手。
- 6月24日 - 【独立】四国アイランドリーグ前期は優勝へのマジックナンバーを「1」としていた香川オリーブガイナーズがこの日の対高知ファイティングドッグスに4－3で勝ち、前期優勝を決めた。香川の優勝は昨年後期に続き2期連続。前期は7月1日まで行われ、後期は7月13日に始まる。

### 7月
- 7月7日 - （現地時間）【大学】第36回日米大学野球選手権大会はアメリカ・ダーラムで第4戦が行われ、日本が5－2で勝利し、通算成績を3勝1敗とした。全5戦で行われる大会で、最終日を待たずに2年ぶり15回目の日本チームの優勝が決まった。このうち、アメリカ開催で日本チームが優勝したのは初。
- 7月9日 - 【社会人】第78回都市対抗野球大会の予選がこの日全日程を終了し、8月24日から開かれる本大会に出場する32チームが出揃った。初出場は矢巾町・岩手21赤べこ野球軍団（東北第3代表）、東京都・セガサミー（東京第3代表）、熊本市・熊本ゴールデンラークス（九州第2代表）の3チーム。いずれも活動2年目にして大舞台への出場権を得た。最多出場は大阪市・日本生命（阪和第1代表）の49回目。最長連続出場はさいたま市・日本通運（南関東第1代表、34回目）と京都市・日本新薬（京滋奈代表、25回目）の7年連続。組み合わせ抽選会は21日に行われる。
- 7月18日 - 【高校】第89回全国高等学校野球選手権大会の予選が全国で行われる中、沖縄で決勝再試合（16日に行われていたが、延長11回、雷雨引き分け再試合となっていた）が行われ、興南が浦添商を2－0で破り24年ぶり7回目の甲子園出場を決めた。興南は甲子園一番乗り。順当に予選が消化されれば、31日に出場49校が出揃う。
- 7月26日 - 全日本野球会議の国際委員会が都内で開かれ、彭誠浩の任期満了に伴う国際野球連盟第1副会長選挙に、松田昌士日本野球連盟会長が立候補することを確認した。他に立候補の動きはなく、松田の第1副会長就任は確実と見られる。

### 8月
- 8月1日
  - 【高校】第89回全国高等学校野球選手権大会の地方大会が終了し、出場49校が出揃った。初出場は、大垣日大（岐阜）、金光大阪（大阪）、楊志館（大分）、神村学園（鹿児島）の4校。最多出場は松商学園（長野）の34回目。最長連続出場は駒大苫小牧（南北海道）の5年連続（7回目）。最長ブランク出場は甲府商の44年ぶり（3回目）。組み合わせ抽選は5日に行われ、大会は8日に開幕する。
  - 【社会人】一光が今季限りでの廃部を発表。1994年の創部以来、都市対抗野球大会出場1回、日本選手権出場3回を数え、2003年の日本選手権ではベスト4入りしていた。クラブチームへの移行の予定もないとのこと。
- 8月7日 - 【独立】日本で運営されている2つの独立リーグである四国アイランドリーグと北信越ベースボールチャレンジリーグの交流戦が初めて石川県立野球場で開催された。両リーグの選抜チームが対戦し、16－1で四国アイランドリーグ選抜が圧勝した[1]。交流戦は28日にも松山で行われた[2]。
- 8月8日 - 【高校】第89回全国高等学校野球選手権大会が阪神甲子園球場にて開幕。
- 8月13日
  - 【高校】日本高等学校野球連盟（高野連）は、2日に読売新聞が掲載した高野連関連の記事について、事実誤認があるとして記事訂正と謝罪の要求を読売側に二度にわたり行ったことを明らかにした。これに対して読売側は「記事の訂正は必要ない」として応じない方針。
  - 【高校】常総学院・木内幸男前監督が現場復帰。
- 8月14日
  - 【高校】第89回全国高等学校野球選手権大会第7日第3試合、宇治山田商（三重）対佐賀北（佐賀）は、延長15回の末4－4で引き分け、大会規定により引き分けとなった（再試合は大会9日目第1試合に行われる）。大会規定による引き分け再試合は前年大会の決勝戦、早稲田実業（東東京）対駒大苫小牧（南北海道）（1－1で引き分け再試合となって）以来で、5回目。
  - 全日本野球会議は、北京プレオリンピック大会に派遣する日本代表チームを発表した。同チームは8月7日に1次代表選手30人がスカイマークスタジアムに招集され、合宿と練習試合を行っていたが、大会規定の24人に絞り込まれたもの。プロ野球からはファームの主力選手19人が選抜され、さらに大学生選手5人が日本代表として選ばれた。日本代表は15日に現地入りし、18日からの大会に臨む。
- 8月15日 - 【高校】第89回全国高等学校野球選手権大会で、仙台育英のエース佐藤由規投手が対智弁学園戦で、甲子園最速の155Kmを記録。
- 8月18日 - 北京プレオリンピック野球競技が開幕。日本代表はチェコ代表と対戦し、延長11回、3－2でサヨナラ勝ちし、白星発進。
- 8月20日 - 【高校】駒大苫小牧高の香田誉士史監督が記者会見を行い、体調面の不安を理由に監督を退任することを発表した。今後は野球部顧問としてチームに残る。後任には茂木雄介コーチが昇格した。
- 8月22日 - 【高校】第89回全国高等学校野球選手権大会決勝戦が阪神甲子園球場で行われ、佐賀北（佐賀）が広陵（広島）を5－4で下し、初優勝を果たした。佐賀北は4点ビハインドの8回裏、1アウト満塁から、押し出し四球と副島浩史選手がレフトスタンドへ逆転満塁ホームランを放ち、これが決勝点となった。佐賀県勢の優勝は1994年夏（第76回）の佐賀商以来13年ぶり2回目。敗れた広陵は1967年夏（第49回）以来40年ぶり3回目の決勝だったが、またも涙をのむ結果に。
- 8月23日
  - 北京プレオリンピック大会野球競技は最終日、3位決定戦と決勝戦が行われ、日本代表は中国代表を5－2で破り優勝。
  - 【高校】日本高等学校野球連盟は、第89回全国高等学校野球選手権大会で準優勝となった広陵の中井哲之監督が試合後、球審のジャッジについて報道陣を前に不満を口にしたことにつき、注意を行った。同監督は決勝戦の8回裏、佐賀北の2番打者に対するカウント1－3からの投球がボールと判定されたことにつき、試合後報道陣に対して、「明らかにストライク」等と発言していた。
- 8月25日 - 【軟式】第52回全国高等学校軟式野球選手権大会が開幕。1回戦の桐蔭学園（南関東）対神港学園（兵庫）の試合は延長14回日没サスペンデッドゲームとなり、翌日に15回表から行われることとなった。同大会でのサスペンデッドゲームは4年ぶり。
- 8月27日 - 【社会人】第78回都市対抗野球大会4日目は1回戦3試合が行われ、前回大会で東北勢初優勝を飾ったにかほ市・TDKが初出場の熊本市・熊本ゴールデンラークスに1－4で敗れる波乱が起きた。これで第33回大会の横浜市・日本石油（現：ENEOS）が2連覇して以来、45年間連覇チームが現れないこととなった。
- 8月28日 - 【独立】北信越ベースボールチャレンジリーグ（BCリーグ）と四国アイランドリーグは、今年のBCリーグの優勝チームとアイランドリーグの年間チャンピオンチームとの間で独立リーグ日本一を決める「グランドチャンピオンシップ」（仮称）を10月20日から開催することを発表した[3]。21日はBCリーグ優勝チーム主催で、26日から3日間、アイランドリーグチャンピオンチーム主催で行い、3戦先勝で独立リーグ初代日本一となる。

### 9月
- 9月4日 - 【社会人】第78回都市対抗野球大会最終日は東京ドームで決勝戦が行われ、川崎市・東芝が東京都・JR東日本を7－5で降して、8年ぶり6度目の優勝を果たした。MVPにあたる橋戸賞は、3試合に先発し3勝した東芝・磯村秀人投手が獲得した。
- 9月7日 - 宮城県は、県営宮城球場の命名権を購入していたフルキャストの労働者派遣法違反による一部業務停止命令を受けて関係者から事情を聴取していたが、今季限りでの命名権解消を決定した。東北楽天の公式戦終了をもって「フルキャストスタジアム宮城」から「宮城球場」となる（10月4日の公式戦終了を受け、5日から「宮城球場」となった）。
- 9月8日
  - 【大学】東京六大学リーグ秋の公式戦が開幕。早大は東大と対戦し、斎藤佑樹投手が春の開幕戦に続き秋の開幕戦にも登板し、7回無失点の好投を見せた。試合は9－1で早大が勝利し、斎藤佑が勝利投手に。春秋の開幕戦で1年生投手が白星を挙げるのは同リーグでは1937年の宮武三郎（慶大）以来。（4月14日のできごと参照）
- 9月9日 - 【高校】函館オーシャンスタジアムで行われた秋季全道高等学校野球大会の函館支部予選Bブロック1回戦、知内高対福島商高戦で、9人で出場した福島商高が3回表の自軍の攻撃中、二塁へ盗塁した選手が負傷退場し、試合続行不可能となり、没収試合（スコア上は0－9）で敗れる珍事があった。
- 9月10日
  - 【五輪】全日本野球会議は、第24回アジア野球選手権大会兼北京オリンピック野球日本代表の1次選考候補の追加10選手を発表した。唯一、プレオリンピック大会で好投した愛工大の長谷部康平投手がアマチュアから選出された。残る9選手は次のとおり。投手（5人）－武田勝（北海道日本ハム）、成瀬善久（千葉ロッテ）、加藤大輔（オリックス）、朝倉健太（中日）、渡辺亮（阪神）。内野手（3人）－川﨑宗則（福岡ソフトバンク）、高須洋介（東北楽天）、中村紀洋（中日）。外野手（1人）－サブロー（千葉ロッテ）。最終候補選手30人は10月に発表される見通し（5月7日のできごと参照）。

  - 【社会人】第32回全日本クラブ野球選手権大会はグッドウィルドームで最終日を迎え、準決勝と決勝が行われた。決勝では2年ぶり2度目の優勝を目指すNOMOベースボールクラブと茨城ゴールデンゴールズが対戦し、茨城ゴールデンゴールズが4－0でNOMOベースボールクラブを降して初優勝を果たした。また、11月15日に開幕する第34回社会人野球日本選手権大会の出場権も手にした（初出場）。
- 9月12日 - 【高校】第80回選抜高等学校野球大会の第1回運営委員会が開かれ、80回を迎える記念大会となることから、出場校を従来の32校から36校に増やすことが決定された。増やされた4枠は、東海・北信越枠に1校（従来は東海2校、北信越2校だったものを東海・北信越に5校割り振る）、中国・四国枠に1校（従来は中国・四国5校だったものを、中国3校・四国3校に割り振る）、21世紀枠に1校、神宮大会枠に1校割り当てる。よって、今年11月に開かれる第38回明治神宮野球大会高校の部では、決勝に進出した2校の所属する地区の出場枠が増えることとなる。このほか、開会式での入場行進のプラカードを持っての選手先導は出場校の生徒が行うほか、各都道府県高野連で公式記録を担当している高校生を招き、本大会での公式記録員を大会本部の記録員とともに担当することも決定された。
- 9月15日 - 【高校】日本高野連は、今年のプロ志望届を締め切った。期間中に志望届を提出した選手は105人で、10月3日に行われる高校生ドラフトでは、この105人が指名対象となる（なお、19日に高野連は発表漏れがあったとして1人追加発表し、志望届提出選手は最終的に106人となった）。
- 9月16日 - （現地時間）【五輪】スペイン・バルセロナで開かれていた第30回ヨーロッパ野球選手権大会兼北京オリンピックヨーロッパ地区予選は最終日を迎え、予選リーグ上位6チームで行われた決勝リーグを5戦全勝で終えたオランダ代表が北京オリンピック出場権を得た。これで開催国の中国代表、アメリカ地区予選を勝ち上がったアメリカ代表とキューバ代表に次いで4チーム目の出場国となった。ヨーロッパ予選2位のイギリス代表と同3位のスペイン代表は来年3月に予定されている世界最終予選に進出する。
- 9月18日 - 【独立】北信越ベースボールチャレンジリーグは、来季から群馬・福井のチームが新規加入することを受け、リーグ名称を「ベースボール・チャレンジ・リーグ」にした上で、リーグ名称の命名権を公募すると発表した。
- 9月21日 - 【高校】一連の特待生問題を受けて日本高野連が設置していた「特待生問題有識者会議」の第5回会合が都内で行われ、人数を制限するなど一定の条件のもとで野球特待生制度を存続させる方針を固めた。今後内容を詰めた上で日本高野連に答申する見込み。
- 9月28日 - 【独立】四国アイランドリーグ後期公式戦、香川オリーブガイナーズ対愛媛マンダリンパイレーツは1－0で香川が勝ち、愛媛を対象としていたマジックナンバー「2」が「0」となり、後期優勝を決めた。香川の優勝は昨年後期から3期連続。香川は前期も優勝していることから、リーグ規定により、10月5日から始まるチャンピオンシップは、香川と年間通算勝率2位の愛媛の間で行われ、前後期優勝の香川には1勝分のアドバンテージが与えられることとなった。

### 10月
- 10月6日 - 【独立】四国アイランドリーグのリーグチャンピオンシップが5日より始まり、同リーグ史上初の前後期優勝を果たした香川オリーブガイナーズが年間勝率2位の愛媛マンダリンパイレーツに2連勝し、前後期優勝チームに与えられる1勝分のアドバンテージとあわせて3勝を挙げ、2年連続のリーグチャンピオンとなった。香川は10月20日に始まるグランドチャンピオンシップに出場し、北信越ベースボールチャレンジリーグ王者と初の「独立リーグ日本一」をかけて争う。
- 10月11日 - 【高校】日本高野連が一連の特待生問題につき設けていた「高校野球特待生問題有識者会議」が終了し、日本高野連への答申をまとめた。その結果、野球特待生は2009年度から各学年5人までとして各都道府県高野連に登録することとなった。違反に対する罰則の導入は見送られ、人数制限は努力目標となった。また、2009年から3年間を試行期間として、その間に再度検討することで合意に至った。一方で、日本学生野球憲章第13条との関係については、「憲章は法令に基づく教育上の措置を前提としたものであり、答申の内容は法令の目的達成に沿うもので、憲章違反とはならないと解される」と見解を発表した。
- 10月12日 - 【五輪】全日本野球会議は、第24回アジア野球選手権大会兼北京オリンピック野球競技アジア地区予選の最終代表候補34名を発表した。11月21日から強化合宿を行い、最終メンバー24名の絞り込みを行う。代表候補は以下のとおり。投手（15人）－ダルビッシュ有、武田久、武田勝（以上北海道日本ハム）、杉内俊哉（福岡ソフトバンク）、涌井秀章（西武）、渡辺俊介、成瀬善久、小林宏之（以上千葉ロッテ）、加藤大輔（オリックス）、川上憲伸、岩瀬仁紀（以上中日）、藤川球児（阪神）、上原浩治、高橋尚成（以上巨人）、長谷部康平（愛工大）。捕手（4人）－里崎智也（千葉ロッテ）、矢野燿大（阪神）、阿部慎之助（巨人）、相川亮二（横浜）。内野手（8人）－TSUYOSHI（千葉ロッテ）、川﨑宗則（福岡ソフトバンク）、井端弘和、荒木雅博（以上中日）、宮本慎也（東京ヤクルト）、小笠原道大（巨人）、新井貴浩（広島）、村田修一（横浜）。外野手（7人）－稲葉篤紀（日本ハム）、サブロー（千葉ロッテ）、多村仁（福岡ソフトバンク）、和田一浩（西武）、森野将彦（中日）、青木宣親（東京ヤクルト）、高橋由伸（巨人）。
- 10月16日 - 【独立】北信越ベースボールチャレンジリーグ公式戦、石川ミリオンスターズ対富山サンダーバーズは16－5で石川が勝ち、富山を対象としていたマジックナンバー「1」が「0」となり、リーグの初代優勝を決めた。石川は10月20日に始まるグランドチャンピオンシップに出場し、四国アイランドリーグ王者である香川と初の「独立リーグ日本一」をかけて争う。
- 10月19日 - 【社会人】第34回社会人野球日本選手権大会の予選が終了し、11月15日から始まる同大会の出場32チームが出揃った。最長連続出場及び最多出場は松下電器（近畿地区）の14年連続29回目。初出場は茨城ゴールデンゴールズ（クラブ選手権優勝）、大和高田クラブ（近畿地区）、熊本ゴールデンラークス、沖縄電力（以上九州地区）の4チーム。
- 10月24日 - 【独立】四国アイランドリーグを運営する株式会社IBLJは、来季から福岡県に新たに設立されるチームと、長崎県の長崎セインツを加えた6球団でリーグを運営し、リーグ名称を「四国・九州アイランドリーグ」と呼ぶことを発表した。
- 10月28日
  - 【独立】日本独立リーグ・グランドチャンピオンシップは10月20日から四国アイランドリーグ優勝の香川オリーブガイナーズと北信越ベースボールチャレンジリーグ優勝の石川ミリオンスターズの間で争われていたが、3勝1敗（1－2、12－3、7－6、4－0）で香川が初代「独立リーグ日本一」となった。
  - 中華職業棒球聯盟の台湾シリーズ第7戦が行われ、統一ライオンズがLa Newベアーズに4勝3敗（10－2、7－3、6－7、11－4、5－8、5－6、4－2）で勝ち越し、7年ぶり5回目の台湾ナンバーワンとなった。統一は11月8日に開幕するアジアシリーズに台湾代表として出場する。
- 10月29日 - 【KBO】韓国シリーズ第6戦が仁川・文鶴野球場で行われ、レギュラーシーズン1位のSKワイバーンズがプレーオフ勝者の斗山ベアーズを破り、通算4勝2敗（0－2、3－6、9－1、4－0、4－0、5－2）で球団創設8年目にして初の韓国ナンバーワンとなった。SKはアジアシリーズに韓国代表として出場する。
- 10月31日 - 【独立】北信越ベースボールチャレンジリーグは、来シーズンの概要を発表。ペナントレースは「上信越地区」（新潟・信濃・群馬）と「北陸地区」（富山・石川・福井）の2地区に分け、各球団72試合を行う。前後期制・プレーオフ制を導入し、各地区の前後期優勝チームで地区優勝を決め、5試合のリーグ優勝を決める。また、11月1日からリーグ名称を「ベースボール・チャレンジ・リーグ」に改め、引き続きリーグ名称の命名権の募集を行うことも発表された。

### 11月
- 11月5日 - 【大学・高校】第38回明治神宮野球大会の出場校が出揃った。大学の部の出場校は、八戸大（北海道・東北）、早大（東京六大学野球連盟）、東洋大（東都大学野球連盟）、上武大、東海大（以上関東）、中京大（東海・北陸）、関西国際大、大阪経済大（以上関西）、東亜大（中国・四国）、九州産業大（九州）の10校。高校の部の出場校は、駒大岩見沢（北海道）、東北（東北）、横浜（関東）、関東一（東京）、長野日大（北信越）、常葉菊川（東海）、東洋大姫路（近畿）、下関商（中国）、明徳義塾（四国）、明豊（九州）の10校。高校の部の優勝校および準優勝校の所属する地区は2008年の第80回選抜高等学校野球大会で神宮枠として参加枠が1校増える。
- 11月7日 - 第37回IBAFワールドカップが開幕、日本代表は南アフリカ代表と対戦、11－1で快勝した。
- 11月8日 - KONAMI CUP アジアシリーズ2007が開幕。NPB代表の中日はKBO代表のSKワイバーンズに3－6で敗れた。日本チームがこの大会で黒星を喫するのは初めて。一方、CPBL代表の統一ライオンズは中国代表のチャイナ・スターズ相手に9－5で勝利した。
- 11月10日 - KONAMI CUP アジアシリーズ2007第3日の2試合が行われ、予選リーグが終了。1位はSKワイバーンズ（3勝）、2位は中日ドラゴンズ（2勝1敗）で最終日の決勝に進んだ。3位・統一ライオンズ（1勝2敗）、4位・チャイナ・スターズ（3敗）は予選敗退が決まった。
- 11月11日 - KONAMI CUP アジアシリーズ2007の決勝戦が東京ドームで行われ、日本代表の中日が、韓国代表のSKを6－5で下し、優勝した。これで日本勢としてはアジアシリーズ3連覇となった。予選リーグ2位チームの同シリーズ制覇は3回目にして初めて。最優秀選手はSK・マイク・ロマノ投手から決勝のタイムリーを放った中日・井端弘和内野手。
- 11月14日 - 【大学・高校】第38回明治神宮野球大会の最終日、2試合が行われ、大学の部では東洋大が早大に2－0で勝ち、初優勝。高校の部では常葉菊川が横浜を5－4で降し、初優勝。2008年の第80回選抜高等学校野球大会での神宮大会枠は、決勝進出の2校が所属する東海地区と関東地区に与えられることになった。
- 11月17日 - 2007「日中文化・スポーツ交流年」の一環として日中大学野球交流大会が行われ、東京六大学選抜チームと中国大学選抜チームが対戦した。試合は9対1で東京六大学選抜の勝利[4][5]。
- 11月18日 - 第37回IBAFワールドカップの最終日が行われた。日本代表は予選を3位で通過し、決勝トーナメント1回戦でオーストラリア代表に勝利したが準決勝でキューバ代表に敗れた。この日行われた3位決定戦で日本はオランダ代表に5－0で勝利し、2大会ぶりに銅メダルを獲得。また、決勝戦はアメリカ代表がキューバに勝利し、15大会ぶりに優勝。キューバは10連覇を目指していたが、準優勝に終わった。
- 11月25日 - 【社会人】第34回社会人野球日本選手権大会最終日が京セラドーム大阪で行われ、トヨタ自動車（JABA九州大会優勝）が三菱重工名古屋（東海）を4－1で破り、初優勝を決めた。最優秀選手賞には、4試合に登板して3完投3勝を挙げた服部泰卓投手が選ばれた。
- 11月29日 - 第24回アジア野球選手権大会兼北京オリンピック野球競技アジア地区予選1次リーグが終了。フィリピン代表が2勝1分けで1位通過し、12月1日からの本戦に進出することが決まった。
- 11月30日 - 【高校】日本高等学校野球連盟が野球特待生容認を決定。

### 12月
- 12月3日 - 台湾・台中のインターコンチネンタル球場で行われていた第24回アジア野球選手権大会兼北京オリンピックアジア予選が終了。1位は日本代表（3戦全勝・10－0、4－3、10－2）で3年連続16回目の優勝を果たし、北京オリンピック出場が決定（出場国は中国（開催国）、アメリカ・キューバ（アメリカ大陸）、オランダ（ヨーロッパ）に次ぎ5か国目）。2位の韓国代表と3位の台湾代表は2008年3月に行われる世界最終予選で五輪出場を狙う。
- 12月21日 - 県営宮城球場の命名権を日本製紙が3年2億5000万円で購入、2008年1月1日から名称が「日本製紙クリネックススタジアム宮城」（略称「Kスタ」）となることが発表された。
- 12月25日 - アテネオリンピック野球オーストラリア代表でサンディエゴ・パドレス傘下のAAA級ポートランド・ビーバーズに所属のエイドリアン・バーンサイド投手が巨人入り。オーストラリア出身選手が巨人に入団するのは史上初めて。

## 競技結果

### 国際大会
- 北京プレオリンピック大会（8月18日～23日；中国・北京）
  - 予選リーグ

第1戦（8月18日）　日本　3x－2　チェコ （延長11回）
第2戦（8月19日）　日本　4－3　フランス （延長11回）
第3戦（8月20日）　日本　7－1　中国
（予選3戦全勝で1位通過）
  - 決勝トーナメント

準決勝（8月22日）　日本　9－4　フランス
決勝（8月23日）　日本　5－2　中国
（日本は優勝）
- 第37回IBAFワールドカップ（11月7日～18日；台湾・台北、台中）
  - 予選リーグ

第1戦（11月7日）　日本　11－1　南アフリカ
第2戦（11月8日）　日本　15－3　メキシコ　（7回コールド）
第3戦（11月9日）　日本　1－6　チャイニーズ・タイペイ
第4戦（11月10日）　日本　1－5　アメリカ
第5戦（11月11日）　日本　6－2　パナマ
第6戦（11月13日）　日本　10－0　イタリア　（7回コールド）
第7戦（11月14日）　日本　4x－3　スペイン
（5勝2敗で予選3位通過）
  - 決勝トーナメント

1回戦（11月16日）　日本　3－0　オーストラリア
準決勝（11月17日）　日本　3－5　キューバ
3位決定戦（11月18日）　日本　5－0　オランダ
（日本は3位）
- 日豪親善 野球日本代表最終強化試合

（11月22日、11月23日；福岡Yahoo!JAPANドーム）
第1戦（11月22日）　日本　6－0　オーストラリア　
第2戦（11月23日）　オーストラリア　1－5　日本
- 第24回アジア野球選手権大会兼北京オリンピック野球競技アジア地区予選（11月26日～12月3日；台湾・台中）

第1戦（12月1日）　日本 10－0 フィリピン（7回コールド）
第2戦（12月2日）　日本 4－3 韓国
第3戦（12月3日）　日本 10－2 台湾
（日本は3年連続16度目の優勝で、北京オリンピック出場決定）

### プロ野球（NPB）
|      | セントラル・リーグ（3月30日 - 10月9日） | セントラル・リーグ（3月30日 - 10月9日） | セントラル・リーグ（3月30日 - 10月9日） | セントラル・リーグ（3月30日 - 10月9日） | セントラル・リーグ（3月30日 - 10月9日） | セントラル・リーグ（3月30日 - 10月9日） | パシフィック・リーグ（3月24日 - 10月5日） | パシフィック・リーグ（3月24日 - 10月5日） | パシフィック・リーグ（3月24日 - 10月5日） | パシフィック・リーグ（3月24日 - 10月5日） | パシフィック・リーグ（3月24日 - 10月5日） | パシフィック・リーグ（3月24日 - 10月5日） |
| 順位 | 球団                                    | 勝利                                    | 敗戦                                    | 引分                                    | 勝率                                    | ゲーム差                                | 球団                                      | 勝利                                      | 敗戦                                      | 引分                                      | 勝率                                      | ゲーム差                                  |
| ---- | --------------------------------------- | --------------------------------------- | --------------------------------------- | --------------------------------------- | --------------------------------------- | --------------------------------------- | ----------------------------------------- | ----------------------------------------- | ----------------------------------------- | ----------------------------------------- | ----------------------------------------- | ----------------------------------------- |
| 優勝 | 巨人                                    | 80                                      | 63                                      | 1                                       | .559                                    | -                                       | 日本ハム                                  | 79                                        | 60                                        | 5                                         | .568                                      | -                                         |
| 2位  | 中日                                    | 78                                      | 64                                      | 2                                       | .549                                    | 1.5                                     | ロッテ                                    | 76                                        | 61                                        | 7                                         | .565                                      | 2.0                                       |
| 3位  | 阪神                                    | 74                                      | 66                                      | 4                                       | .529                                    | 4.5                                     | ソフトバンク                              | 73                                        | 66                                        | 5                                         | .525                                      | 6.0                                       |
| 4位  | 横浜                                    | 71                                      | 72                                      | 1                                       | .497                                    | 9.0                                     | 楽天                                      | 67                                        | 75                                        | 2                                         | .472                                      | 13.5                                      |
| 5位  | 広島                                    | 60                                      | 82                                      | 2                                       | .423                                    | 19.5                                    | 西武                                      | 66                                        | 76                                        | 2                                         | .465                                      | 14.5                                      |
| 6位  | ヤクルト                                | 60                                      | 84                                      | 0                                       | .417                                    | 20.5                                    | オリックス                                | 62                                        | 77                                        | 5                                         | .446                                      | 17.0                                      |

### アジアシリーズ
- 予選リーグ（11月8日～10日：東京ドーム）

| 順位 | 名称             | SKワイバーンズ | 中日ドラゴンズ | 統一ライオンズ | チャイナスターズ | 勝 | 分 | 負 | 得 | 失 |
| ---- | ---------------- | -------------- | -------------- | -------------- | ---------------- | -- | -- | -- | -- | -- |
| 1    | SKワイバーンズ   | -              | ○6-3           | ○13-1          | ○13-0            | 3  | 0  | 0  | 32 | 4  |
| 2    | 中日ドラゴンズ   | ●3-6           | -              | ○4-2           | ○9-1             | 2  | 0  | 1  | 16 | 9  |
| 3    | 統一ライオンズ   | ●1-13          | ●2-4           | -              | ○9-5             | 1  | 0  | 2  | 12 | 22 |
| 4    | チャイナスターズ | ●0-13          | ●1-9           | ●5-9           | -                | 0  | 0  | 3  | 6  | 31 |

- 決勝（11月11日：東京ドーム）

中日ドラゴンズ　6－5　SKワイバーンズ
日本勢としては3年連続3回目のアジアシリーズ制覇。
MVP：井端弘和内野手

### メジャーリーグ（MLB）
以下MLB記事はすべて現地時間。
- ワールドシリーズ（10月24日～28日）

ボストン・レッドソックス 4勝－0勝 コロラド・ロッキーズ
（レッドソックスは3年ぶり7回目のワールド・シリーズ制覇）
- リーグ・チャンピオンシップ
  - アメリカンリーグ（10月12日～21日）

ボストン・レッドソックス　4勝－3勝　クリーブランド・インディアンス
  - ナショナルリーグ（10月11日～15日）

コロラド・ロッキーズ　4勝－0勝　アリゾナ・ダイヤモンドバックス
- ディビジョンシリーズ
  - アメリカンリーグ（10月3日～8日）

ボストン・レッドソックス　3勝－0勝　ロサンゼルス・エンゼルス・オブ・アナハイム
クリーブランド・インディアンス　3勝－1勝　ニューヨーク・ヤンキース
  - ナショナルリーグ（10月3日～6日）

アリゾナ・ダイヤモンドバックス　3勝－0勝　シカゴ・カブス
コロラド・ロッキーズ　3勝－0勝　フィラデルフィア・フィリーズ
- ペナントレース（アメリカンリーグ）
  - 東地区
    - 優勝　ボストン・レッドソックス　96勝66敗　.593
    - 2位　ニューヨーク・ヤンキース　94勝68敗　.580　2.0差　（ワイルドカード）
    - 3位　トロント・ブルージェイズ　83勝79敗　.512　11.0差
    - 4位　ボルチモア・オリオールズ　69勝93敗　.426　14.0差
    - 5位　タンパベイ・デビルレイズ　66勝96敗　.407　3.0差

  - 中地区
    - 優勝　クリーブランド・インディアンス　96勝66敗　.593
    - 2位　デトロイト・タイガース　88勝74敗　.543　8.0差
    - 3位　ミネソタ・ツインズ　79勝83敗　.488　9.0差
    - 4位　シカゴ・ホワイトソックス　72勝90敗　.444　7.0差
    - 5位　カンザスシティ・ロイヤルズ　69勝93敗　.426　3.0差

  - 西地区
    - 優勝　ロサンゼルス・エンゼルス・オブ・アナハイム　94勝68敗　.580
    - 2位　シアトル・マリナーズ　88勝74敗　.543　6.0差
    - 3位　オークランド・アスレチックス　76勝86敗　.469　12.0差
    - 4位　テキサス・レンジャーズ　75勝87敗　.463　1.0差
- ペナントレース（ナショナルリーグ）
  - 東地区
    - 優勝　フィラデルフィア・フィリーズ　89勝73敗　.549
    - 2位　ニューヨーク・メッツ　88勝74敗　.543　1.0差
    - 3位　アトランタ・ブレーブス　84勝78敗　.519　4.0差
    - 4位　ワシントン・ナショナルズ　73勝89敗　.451　11.0差
    - 5位　フロリダ・マーリンズ　71勝91敗　.438　2.0差

  - 中地区
    - 優勝　シカゴ・カブス　85勝77敗　.525
    - 2位　ミルウォーキー・ブルワーズ　83勝79敗　.512　2.0差
    - 3位　セントルイス・カージナルス　78勝84敗　.481　5.0差
    - 4位　ヒューストン・アストロズ　73勝89敗　.451　5.0差
    - 5位　シンシナティ・レッズ　72勝90敗　.444　1.0差
    - 6位　ピッツバーグ・パイレーツ　68勝94敗　.420　4.0差

  - 西地区
    - 優勝　アリゾナ・ダイヤモンドバックス　90勝72敗　.556
    - 2位　コロラド・ロッキーズ　90勝73敗　.552　0.5差　（ワイルドカード）
    - 3位　サンディエゴ・パドレス　89勝74敗　.546　1.0差
    - 4位　ロサンゼルス・ドジャース　82勝80敗　.506　6.5差
    - 5位　サンフランシスコ・ジャイアンツ　71勝91敗　.438　11.0差
    - （西地区のロッキーズ、パドレスはワンゲーム・プレーオフの成績も含む）
- オールスターゲーム（7月10日；AT&Tパーク）

アメリカンリーグ　5－4　ナショナルリーグ
MVP：イチロー外野手（シアトル・マリナーズ）
（日本人選手のMVP獲得は史上初）

### 韓国プロ野球（KBO）
- ペナントレース（4月6日～10月6日）
  - 優勝　SKワイバーンズ　73勝48敗5分　.603
  - 2位　斗山ベアーズ　70勝54敗2分　.565　4.5差
  - 3位　ハンファ・イーグルス　66勝57敗2分　.537　3.5差
  - 4位　三星ライオンズ　62勝60敗4分　.508　3.5差
  - 5位　LGツインズ　58勝62敗6分　.483　3.0差
  - 6位　現代ユニコーンズ　56勝69敗1分　.448　4.5差
  - 7位　ロッテ・ジャイアンツ　55勝68敗3分　.447　0.0差
  - 8位　起亜タイガース　51勝73敗1分　.411　4.5差
- ポストシーズン
  - 準プレーオフ（10月9日～12日）

第1戦　ハンファ・イーグルス 5－0　三星ライオンズ（大田）
第2戦　三星 6－0　ハンファ（大邱）
第3戦　ハンファ 5－3　三星ライオンズ（大田）
  - プレーオフ（10月14日～17日）

第1戦　斗山ベアーズ 8－0　ハンファ（蚕室）
第2戦　斗山 9－5 ハンファ（蚕室）
第3戦　斗山 6－0 ハンファ（大田）
  - 韓国シリーズ（10月22日～29日）

第1戦　斗山 2－0 SKワイバーンズ（文鶴）
第2戦　斗山 6－3 SK（文鶴）
第3戦　SK 9－1 斗山（蚕室）
第4戦　SK 4－0 斗山（蚕室）
第5戦　SK 4－0 斗山（蚕室）
第6戦　SK 5－2 斗山（文鶴）
（SKは初優勝）

### 台湾プロ野球（CPBL）
- ペナントレース
  - 前期（3月17日～6月28日）

優勝　誠泰コブラズ　28勝21敗1分　.571
2位　統一ライオンズ　27勝23敗0分　.540　1.5差
3位　La Newベアーズ　26勝24敗0分　.520　1.0差
4位　興農ブルズ　24勝25敗1分　.489　1.5差
4位　兄弟エレファンツ　24勝25敗1分　.489　－
6位　中信ホエールズ　19勝30敗1分　.388　5.0差
  - 後期（6月29日～10月10日）

優勝　La Newベアーズ　32勝18敗0分　.640
2位　統一ライオンズ　31勝18敗1分　.633　0.5差
3位　中信ホエールズ　27勝22敗1分　.551　4.0差
4位　兄弟エレファンツ　25勝25敗0分　.500　2.5差
5位　興農ブルズ　18勝32敗0分　.360　7.0差
6位　誠泰コブラズ　16勝34敗0分　.320　2.0差
- 台湾シリーズ（10月19日～10月28日）

第1戦　統一 10－2 La New
第2戦　統一 7－3 La New
第3戦　La New 7－6 統一
第4戦　統一 11－4 La New
第5戦　La New 8－5 統一
第6戦　La New 6－5 統一
第7戦　統一 4－2 La New
（統一は7年ぶり5回目の優勝）

### 中国プロ野球（CBA）
- ペナントレース(4月13日～6月16日)

| 西南華北地区 | 西南華北地区   | 西南華北地区 | 西南華北地区 | 西南華北地区 | 西南華北地区 | 東南華東地区 | 東南華東地区             | 東南華東地区 | 東南華東地区 | 東南華東地区 | 東南華東地区 |
| 順位         | 球団           | 勝           | 敗           | 勝率         | 差           | 順位         | 球団                     | 勝           | 敗           | 勝率         | 差           |
| ------------ | -------------- | ------------ | ------------ | ------------ | ------------ | ------------ | ------------------------ | ------------ | ------------ | ------------ | ------------ |
| 優勝         | 天津ライオンズ | 16           | 5            | .762         | -            | 優勝         | 広東レパーズ             | 14           | 7            | .667         | -            |
| 2位          | 北京タイガース | 15           | 6            | .714         | 1.0          | 2位          | 上海ゴールデンイーグルス | 7            | 14           | .333         | 7.0          |
| 3位          | 四川ドラゴンズ | 8            | 13           | .381         | 7.0          | 3位          | 江蘇ホープスターズ       | 3            | 18           | .143         | 4.0          |

- 中国シリーズ（6月22日・23日・29日・30日）

天津　3勝－1勝　広東

### 独立リーグ（日本）

#### 四国アイランドリーグ
前期:3月31日～7月1日、後期:7月15日～9月30日
|      | 前期                       | 前期 | 前期 | 前期 | 前期 | 前期 | 後期                       | 後期 | 後期 | 後期 | 後期 | 後期 |
| 順位 | 球団                       | 勝   | 敗   | 分   | 勝率 | 差   | 球団                       | 勝   | 敗   | 分   | 勝率 | 差   |
| ---- | -------------------------- | ---- | ---- | ---- | ---- | ---- | -------------------------- | ---- | ---- | ---- | ---- | ---- |
| 優勝 | 香川オリーブガイナーズ     | 27   | 10   | 8    | .730 | -    | 香川オリーブガイナーズ     | 28   | 13   | 4    | .683 | -    |
| 2位  | 愛媛マンダリンパイレーツ   | 22   | 19   | 4    | .537 | 7.0  | 愛媛マンダリンパイレーツ   | 26   | 17   | 2    | .605 | 3.0  |
| 3位  | 高知ファイティングドッグス | 19   | 22   | 4    | .463 | 3.0  | 高知ファイティングドッグス | 21   | 19   | 5    | .525 | 3.5  |
| 4位  | 徳島インディゴソックス     | 12   | 29   | 4    | .293 | 7.0  | 徳島インディゴソックス     | 7    | 33   | 5    | .175 | 14.0 |

##### リーグチャンピオンシップ
- 10月5日・6日（坊っちゃん・オリーブ）

第1戦 香川 5 - 1 愛媛
第2戦 香川 1 - 0 愛媛
- - （香川は2年連続2回目の総合優勝）

#### 北信越BCリーグ
| 順位 | 球団                 | 勝 | 敗 | 分 | 勝率 | 差   |
| ---- | -------------------- | -- | -- | -- | ---- | ---- |
| 優勝 | 石川ミリオンスターズ | 43 | 22 | 7  | .622 | -    |
| 2位  | 富山サンダーバーズ   | 43 | 26 | 3  | .623 | 2.0  |
| 3位  | 信濃グランセローズ   | 31 | 35 | 6  | .470 | 10.5 |
| 4位  | 新潟アルビレックスBC | 18 | 52 | 2  | .257 | 15.0 |

#### グランドチャンピオンシップ
第1戦　石川 2－ 1 香川 （10月20日、石川県）
第2戦　香川 12 － 3 石川（10月21日、石川県）
第3戦　香川 7 － 6 石川（10月27日、サーパス）
第4戦　香川 4 － 0 石川（10月28日、サーパス）
- - （香川は初優勝）

### 社会人野球
- 第78回都市対抗野球大会（東京ドーム；8月24日～9月4日）
優勝：東芝（8年ぶり6度目）
- 第32回全日本クラブ野球選手権大会（グッドウィルドーム；9月7日～10日）
優勝：茨城ゴールデンゴールズ（初優勝）
- 第2回ナショナルクラブベースボールシリーズ（8月11日・12日）
  - 東日本クラブカップ（円山・千歳）

優勝：北海道マーリンズ（初優勝）
  - 中日本クラブカップ（甲府・小瀬）

優勝：富山ベースボールクラブ（初優勝）
  - 西日本クラブカップ（周南市野球場）

優勝：北九州市民硬式野球クラブ（初優勝）
- 第34回社会人野球日本選手権大会（京セラドーム大阪；11月15日～25日）
優勝：トヨタ自動車（初優勝）
- 主要地区連盟主催大会（日本選手権対象大会）
  - 第62回JABA東京スポニチ大会（3月6日～9日；神宮、横浜、グッドウィルドーム）

優勝：JR九州（初優勝）
  - 第55回JABA静岡大会（4月6日～10日；草薙、浜松）

優勝：Honda（初優勝）
  - 第37回JABA四国大会（4月6日～11日；松山）

優勝：JR九州（初優勝）
  - 第51回JABA岡山大会（4月20日～25日；倉敷マスカット、倉敷市営）

優勝：日産自動車（初優勝）
  - 第50回JABA長野県知事旗争奪野球大会（4月20日～23日；長野県営、オリンピック）

優勝：新日本石油ENEOS（初優勝）
  - 第59回JABA京都大会（4月28日～5月5日；西京極）

優勝：JR東日本（初優勝）
  - 第61回JABA九州大会（5月8日～12日；北九州大谷、北九州市民）

優勝：トヨタ自動車（6年ぶり2回目）
  - 第39回JABA東北大会（5月10日～13日；愛島、石巻、七十七銀行グラウンド）

優勝：七十七銀行（2年連続2回目）
  - 第50回JABA北海道大会（8月5日～10日；円山、千歳）

優勝：日本通運（46年ぶり3回目）
- 第3回アジア都市対抗野球大会（3月9日～11日；台湾・新荘）
  - 結果　にかほ市（TDK）：2勝、高雄市選抜：1勝1敗、北海道選抜：1勝1敗、台北市選抜：2敗

### 大学野球
- 第56回全日本大学野球選手権大会（6月12日～17日；神宮・東京ドーム）

決勝戦　早大（東京六）　4－1　東海大（首都）
早大の優勝は33年ぶり3回目。東京六大学代表の優勝は12年ぶり21回目。
- 第36回日米大学野球選手権大会（7月4日～8日（現地時間））

第1戦　日本　2－7　アメリカ　（7月4日、ダーラム）
第2戦　日本　3－2　アメリカ　（7月5日、カナポリス）
第3戦　日本　2－1　アメリカ　（7月6日、ダーラム）
第4戦　日本　5－2　アメリカ　（7月7日、ダーラム）
第5戦　日本　3－7　アメリカ　（7月8日、ダーラム）
（3勝2敗で日本の2年ぶり19回目の優勝。アメリカ開催で日本チームが優勝したのは大会史上初）
- 第38回明治神宮野球大会大学の部（11月11日～14日；神宮・神宮第二）

決勝戦　東洋大　2－0　早大
東洋大の優勝は初。
- 各大学リーグ結果（※は明治神宮大会出場権を得た大学）
  - 北海道学生野球連盟
1部春季優勝：旭川大
2部春季優勝：北海道教育大函館校
1部秋季優勝：北海道東海大
2部秋季優勝：釧路公立大
  - 札幌学生野球連盟
1部春季優勝：札幌大
2部春季優勝：札幌国際大
3部春季優勝：北海道教育大岩見沢校
1部秋季優勝：道都大
2部秋季優勝：北海道教育大岩見沢校
3部秋季優勝：北星学園大
  - 北東北大学野球連盟
1部春季優勝：八戸大
2部春季優勝：盛岡大
3部春季優勝：岩手県立大
1部秋季優勝：八戸大※
2部秋季優勝：
3部秋季優勝：
  - 仙台六大学野球連盟
春季優勝：東北福祉大
秋季優勝：東北福祉大
  - 南東北大学野球連盟
1部春季優勝：東日本国際大
1部秋季優勝：東北公益文科大
2部春季優勝：東日本国際大
2部秋季優勝：東北公益文科大
  - 千葉県大学野球連盟
1部春季優勝：中央学院大
2部春季優勝：千葉経済大
3部春季優勝：淑徳大
1部秋季優勝：東京情報大
2部秋季優勝：千葉工大
3部秋季優勝：麗澤大
  - 関甲新学生野球連盟
1部春季優勝：上武大
2部春季優勝：松本大
3部春季優勝：新潟大
1部秋季優勝：上武大※
2部秋季優勝：
3部秋季優勝：
  - 東京新大学野球連盟
1部春季優勝：創価大
2部春季優勝：高千穂大
3部春季優勝：東京農工大
4部春季優勝：電気通信大
1部秋季優勝：流通経済大
  - 東京六大学野球連盟
春季優勝：早大
秋季優勝：早大※
  - 東都大学野球連盟
1部春季優勝：東洋大
2部春季優勝：立正大
3部春季優勝：拓殖大
4部春季優勝：学習院大
1部秋季優勝：東洋大※
2部秋季優勝：日大
3部秋季優勝：大正大
4部秋季優勝：一橋大
  - 首都大学野球連盟
1部春季優勝：東海大
2部春季優勝：東京経済大
1部秋季優勝：東海大※
2部秋季優勝：明治学院大
  - 神奈川大学野球連盟
1部春季優勝：関東学院大
2部春季優勝：桐蔭横浜大
1部秋季優勝：関東学院大
2部秋季優勝：横浜国大
  - 愛知大学野球連盟
1部春季優勝：愛知学院大
2部春季優勝：名商大
3部春季優勝：名産大
4部春季優勝：名工大
5部春季優勝：名古屋外大
1部秋季優勝：愛知学院大（明治神宮野球大会は2位の中京大が出場）
2部秋季優勝：名城大
3部秋季優勝：名産大
4部秋季優勝：南山大
5部秋季優勝：名古屋外大
  - 東海地区大学野球連盟
    - 岐阜学生野球連盟春季優勝：中部学院大（大学選手権出場）
    - 三重学生野球連盟春季優勝：三重大
    - 静岡学生野球連盟春季優勝：日大国際関係学部
    - 岐阜学生野球連盟秋季優勝：中部学院大学
    - 三重学生野球連盟秋季優勝：三重中京大
    - 静岡学生野球連盟秋季優勝：日大国際関係学部

  - 北陸大学野球連盟
1部春季優勝：金沢学院大
2部春季優勝：福井大
1部秋季優勝：
2部秋季優勝：
  - 関西学生野球連盟
春季優勝：立命大
秋季優勝：近大
  - 関西六大学野球連盟
春季優勝：大経大
秋季優勝：大経大※
  - 阪神大学野球連盟
1部春季優勝：関西国際大
2部春季優勝：甲南大
3部春季優勝：関西福祉大
1部秋季優勝：関西国際大※
2部秋季優勝：
3部秋季優勝：
  - 近畿学生野球連盟
1部春季優勝：奈良産業大
2部春季優勝：奈良教育大
3部春季優勝：羽衣国際大
1部秋季優勝：奈良産業大
2部秋季優勝：大工大
3部秋季優勝：近畿福祉大
  - 京滋大学野球連盟
1部春季優勝：佛大
2部春季優勝：滋賀大
1部秋季優勝：佛大
2部秋季優勝：
  - 広島六大学野球連盟
春季優勝：近大工学部
秋季優勝：：広島経済大
  - 中国地区大学野球連盟
1部春季優勝：東亜大
2部春季優勝：岡山大
3部春季優勝：倉敷芸術科学大
4部春季優勝：尾道大
1部秋季優勝：東亜大※
2部秋季優勝：岡山大
3部秋季優勝：呉大
4部秋季優勝：環太平洋大
  - 四国地区大学野球連盟
1部春季優勝：四国学院大
2部春季優勝：鳴門教育大
1部秋季優勝：
2部秋季優勝：
  - 九州六大学野球連盟
春季優勝：九国大
秋季優勝：
  - 福岡六大学野球連盟
春季優勝：九産大
秋季優勝：九産大※
  - 九州地区大学野球連盟
春季優勝：別府大
秋季優勝：別府大

### 高校野球
- 第79回選抜高等学校野球大会（3月23日～4月3日；甲子園）
  - 決勝　常葉菊川（静岡） 6－5 大垣日大（岐阜）（常葉菊川は初優勝）
大垣日大は希望枠で本大会に初出場し、決勝進出した。特別枠（21世紀枠・希望枠）で決勝進出したのは史上初。
静岡県勢の優勝は1978年の浜松商以来29年ぶり4回目。
- 第89回全国高等学校野球選手権大会（8月8日～8月22日；甲子園）
  - 決勝　佐賀北（佐賀） 5－4 広陵（広島）（佐賀北は初優勝）
佐賀県勢の優勝は1994年の佐賀商以来13年ぶり2回目。
公立校では1996年の松山商（愛媛）以来の全国制覇。
- 第52回全国高等学校軟式野球選手権大会（8月25日～29日；明石、高砂）
  - 決勝　新見（東中国・岡山） 3－0 富山商（北信越・富山）
新見は初出場で初優勝。初出場校の優勝は32年ぶり。
- 第62回国民体育大会（秋田わか杉国体）
  - 硬式の部（10月6日～9日；こまちスタジアム、八橋）

決勝　今治西（愛媛） 2－1 広陵（広島）
  - 軟式の部（10月5日～8日；能代）

決勝　茗渓学園（茨城） （雨天中止） 羽黒（山形）
（8日の決勝戦は雨天中止、両校優勝の取扱い）
- 第38回明治神宮野球大会高校の部（11月11日～14日；神宮・神宮第二）
決勝　常葉菊川　5－4　横浜
常葉菊川は初優勝。第80回選抜高等学校野球大会の神宮大会枠は東海地区と関東地区に割り当てられる。

## 誕生
- 1月27日 - 齋藤大翔
- 2月11日 - 川勝空人
- 3月6日 - 田内真翔
- 3月13日 - 上原堆我
- 3月21日 - 該当者なし
- 4月1日 - 該当者なし

## 死去
- 1月5日 - 松川博爾（グレートリング・広島カープの投手、*1926年）
- 1月12日 - 五井孝蔵（近鉄パールスの投手・内野手、*1925年）
- 2月9日 - ハンク・バウアー（ニューヨーク・ヤンキースの外野手、*1922年）
- 2月18日 - 松田清（読売ジャイアンツ・国鉄スワローズの投手・外野手、*1930年）
- 3月12日 - 山下浩二（阪急ブレーブスの投手、*1955年）
- 3月15日 - ボウイ・キューン（第5代MLBコミッショナー、*1926年）
- 3月17日 - 佐藤秀明（阪神タイガース・近鉄バファローズの投手、*1960年）
- 3月22日 - 菅野光夫（日本ハムファイターズの内野手、*1952年）
- 4月6日 - 中村浩道（日本のプロ野球審判員、野球解説者、*1935年）
- 4月29日 - ジョシュ・ハンコック（セントルイス・カージナルスの投手、*1978年）
- 5月8日 - 栽弘義（沖縄県立沖縄水産高等学校野球部監督，*1941年）
- 5月21日 - 野口二郎（東京セネタース・阪急ブレーブスほかの投手・内野手、*1919年）
- 5月26日 - 伊藤勲（大洋ホエールズのコーチ、*1942年）
- 6月2日 - 奥平保（日本野球連盟評議員、*1925年?）
- 6月4日 - クリート・ボイヤー（ヤンキースほか・大洋ホエールズの三塁手、*1937年）
- 6月9日 - 関口清治（西鉄ライオンズの外野手・近鉄バファローズの監督、*1925年）
- 6月14日 - 田沢八十彦（東映フライヤーズ、日拓ホームフライヤーズの球団代表、*1923年?）
- 6月14日 - 鈴木悳夫（東映フライヤーズの捕手、日本ハムファイターズほかのコーチ、*1940年）
- 6月17日 - 樋笠一夫（広島カープ、読売ジャイアンツ外野手、日本プロ野球初の代打逆転サヨナラ満塁本塁打を記録、*1920年）
- 6月25日 - 河西俊雄（阪神タイガース・近鉄バファローズのスカウト、*1920年）
- 7月6日 - 蔦行雄（近鉄パールス・広島カープの投手、*1939年）
- 8月9日 - 高橋栄一郎（読売ジャイアンツ・南海ホークスの投手、山形県新庄市長、*1936年）
- 8月上旬? - 平古場昭二（第28回全国中等学校優勝野球大会優勝投手、*1928年）
- 8月13日 - 佃正樹（第55回全国高等学校野球選手権大会で優勝した広島商業のエース投手、*1955年）
- 8月14日 - 石黒行彦（八幡製鐵野球部監督、*1940年?）
- 8月15日 - 岡村純一（兵庫県高校野球連盟理事長、選抜大会運営委員、*1936年?）
- 8月15日 - 酒井敏明（元プロ野球選手、* 1934年）
- 8月17日 - 黒田一博（黒田博樹の父、南海ホークスほかの外野手・内野手、*1924年）
- 8月25日 - 渡辺秀武（読売ジャイアンツほかの投手、広島東洋カープのスカウト、*1941年）
- 8月27日 - 松井一之（日本高校野球連盟副会長、*1920年?）
- 9月14日 - 長船騏郎（全日本アマチュア野球連盟会長・日本学生野球連盟ゼネラルディレクター、*1924年）
- 9月17日 - 中部慶次郎（横浜大洋ホエールズ・横浜ベイスターズのオーナー、*1933年）
- 9月29日 - 上福元勤（読売ジャイアンツの内野手、*1966年）
- 10月2日 - 大津守（西鉄ライオンズ・近鉄バファローズの投手、*1931年）
- 10月18日 - 中村長芳（ロッテオリオンズ・福岡野球株式会社（太平洋クラブライオンズ・クラウンライターライオンズ）のオーナー、*1924年）
- 10月26日 - 藤村雅美（育英高等学校野球部監督、藤村富美男の次男、*1950年）
- 11月13日 - 稲尾和久（西鉄ライオンズ投手兼監督・ロッテオリオンズ監督、*1937年）
- 11月21日 - 水谷勝吉（日本野球東海地区連盟理事、*1932年?）
- 11月23日 - ジョー・ケネディ（タンパベイ・デビルレイズ、コロラド・ロッキーズ、トロント・ブルージェイズ他の投手、*1979年?）
- 12月1日 - 志村正順（スポーツアナウンサー。2005年に日本野球殿堂入り、*1913年）
- 12月5日 - 木下貞一（元プロ野球選手、*1919年）
- 12月14日 - 花井悠（西鉄ライオンズ投手・コーチ、*1932年）
- 12月15日 - 島野育夫（中日ドラゴンズ・阪神タイガースの選手、コーチ、*1944年）
- 12月15日 - 井上忠行（西鉄ライオンズ内野手、セントラル・リーグ審判部副部長、*1935年）
- 12月23日 - 藤井道夫（阪急ブレーブス外野手、*1922年）